# Canton d'Albi-Nord-Ouest
Le canton d'Albi-Nord-Ouest est une ancienne division administrative française, située dans le département du Tarn en région Occitanie.

## Géographie
Ce canton était organisé autour d'Albi dans l'arrondissement homonyme. Son altitude variait de 130 m pour Albi à 343 m pour Mailhoc, avec une moyenne de 212 m.

## Histoire
Créé en 1984 par division du canton Albi-Nord, le canton d'Albi-Nord-Est est supprimé par le décret du 17 février 2014 qui entre en vigueur lors des élections départementales de mars 2015.

## Représentation
| Période | Période | Identité         | Étiquette    | Qualité                                                                |
| ------- | ------- | ---------------- | ------------ | ---------------------------------------------------------------------- |
| 1973    | 1979    | André Raust      | SFIO puis PS | Fonctionnaire Député (1962-1968) Maire de Cagnac-les-Mines (1947-1983) |
| 1979    | 1985    | Thierry Carcenac | PS           | Directeur divisionnaire des Impôts                                     |

| Période | Période | Identité       | Étiquette | Qualité                                                      |
| ------- | ------- | -------------- | --------- | ------------------------------------------------------------ |
| 1985    | 1992    | Pierre Valax   | PS        | Directeur commercial Maire de Castelnau-de-Lévis (1977-2000) |
| 1992    | 1998    | Jean Cayre     | RPR       | Commerçant Adjoint au maire d'Albi                           |
| 1998    | 2015    | Roland Foissac | PCF       | Instituteur retraité Vice-président du conseil général       |

## Composition
Le canton d'Albi-Nord-Ouest comprenait sept communes.
| Nom                 | Code Insee | Intercommunalité    | Population (dernière pop. légale)              |
| ------------------- | ---------- | ------------------- | ---------------------------------------------- |
| Albi (chef-lieu)    | 81004      | CA de l'Albigeois   | Fraction : 8 312(2012) Commune : 49 531 (2014) |
| Cagnac-les-Mines    | 81048      | CC Carmausin-Ségala | 2 395 (2014)                                   |
| Castelnau-de-Lévis  | 81063      | CA de l'Albigeois   | 1 562 (2014)                                   |
| Mailhoc             | 81152      | CC Carmausin-Ségala | 260 (2014)                                     |
| Milhavet            | 81166      | CC Carmausin-Ségala | 87 (2014)                                      |
| Sainte-Croix        | 81326      | CC Carmausin-Ségala | 375 (2014)                                     |
| Villeneuve-sur-Vère | 81319      | CC Carmausin-Ségala | 483 (2014)                                     |

## Démographie
| 1990   | 1999   | 2006   | 2011   | 2012   |
| ------ | ------ | ------ | ------ | ------ |
| 11 691 | 11 570 | 12 494 | 13 199 | 13 390 |